# Dmitri Nikolajewitsch Kasanli
Dmitri Nikolajewitsch Kasanli (russisch Дмитрий Николаевич Казанли; * 1904 in St. Petersburg; † 1959) war ein russischer Physiker und Geologe.

## Leben
Kasanli, Sohn des Komponisten Nikolai Iwanowitsch Kasanli, schloss sich nach der Oktoberrevolution 1918 als Freiwilliger der Roten Armee an. Nach dem russischen Bürgerkrieg studierte er an der physikalisch-mathematischen Fakultät der Universität Leningrad mit Abschluss 1930. Als Student arbeitete er im Geologischen Komitee (GeolKom), das 1882 als erste geologische Forschungseinrichtung gegründet worden war und bis 1930 bestand. Dort stieg er vom Kollektor zum Truppführer auf. Er nahm als Astronom und Geodäsist an der Ersten Kolyma-Expedition 1928–1929 teil und ebenso an den folgenden Expeditionen an die Kolyma 1930–1933. Seine astronomischen Ortsbestimmungen waren unerlässlich für die Prospektionskommandos.
Am 22. Juli 1938 wurde Kasanli verhaftet und ins Gefängnis von Magadan eingeliefert, in dem er bis zum 12. November 1941 blieb. Mangels Beweisen wurde er freigelassen, doch durfte er nicht in Magadan bleiben. Er arbeitete schließlich in Alma-Ata im Geologischen Institut der Kasachischen Akademie der Wissenschaften und wurde Kandidat der geologisch-mineralogischen Wissenschaften. 1958 erhielt er den Leninpreis für die Erstellung einer Prognosekarte für Kasachstan. Auch veröffentlichte er populärwissenschaftliche Bücher über den Aufbau des Erdinnern.
Am 25. Dezember 2003 bekam ein Gipfel (63°26'38.0" N, 148°11'12.1" O) im Tscherskigebirge Kasanlis Namen.